# سیارک ۸۷۷۴
سیارک ۸۷۷۴ (به انگلیسی: 8774 Viridis، نامگذاری:5162T-2) هشت هزار و هفتصد و هفتاد و چهارمین سیارک کشف شده‌است که در ۲۵ سپتامبر ۱۹۷۳ کشف شد.
قدر مطلق سیارک برابر ۱۲٫۶۰ است.